# Konferencija Ujedinjenih nacija o klimatskim promenama
Konferencija Ujedinjenih nacija o klimatskim promenama bila je održana u Parizu, Francuskoj između 30. novembra i 12. decembra 2015. godine. Konferencija je bila 21. redovno godišnje zasedanje Konferencije Ujedinjenih nacija o klimatskim promenama, koja se od 1995. godine organizuje sa ciljem postizanja zadataka postavljenih u Okvirnoj konvenciji o klimatskim promenama UN-a, koja je usvojena 1992. godine na Samitu za zemlju u Rio de Žaneiru. Konferencija u Parizu bila je ujedno i 11. sastanak potpisnica Protokola iz Kjota.

Po prvi puta u istoriji konferencija je uspela postići univerzalni sporazum (Pariski klimatski sporazum) o metodama uz pomoć kojih bi se ublažile klimatske promene, o kojima su se složile gotovo sve države sveta. Sporazum će postati obavezujući ukoliko ga ratificira, usvoji, odobri ili mu pristupi najmanje 55 nacija koje zajedno proizvode najmanje 55% globalnih emisija izduvnih gasova.  Po rečima organizacionog komiteta, primarni očekivani rezultat sporazuma je ograničavanje globalnog porasta temperature na manje od 2°C do 2100. godine u poređenju sa klimatskim uslovima pre industrijske revolucije. Istraživači Međuvladinog panela o klimatskim promenama su 2009. godine zaključili da su takve mere neophodne kako bi se izbegle ozbiljne klimatske katastrofe, i da je za postizanje rezultata neophodno do 2050. umanjiti emisije štetnih gasova između 40 i 70% u odnosu na emisije u 2010. godini, a do 2100. godine doći do nulte stope. Pariski klimatski sporazum implicitno nastoji ograničiti porast temperature na 1,5 °C što bi zahtevalo još ambicioznije mere i postizanje nulte stope ispuštanja štetnih gasovau periodu od 2030. do 2050. godine. Ipak, ovaj cilj se eksplicitno ne spominje u finalnoj verziji sporazuma.
Pre same konferencije, 146 nacionalnih klimatskih panela javno je predstavilo planove Nameravanih nacionalnih definiranih doprinosa u globalnom odgovoru na klimatske promene. Predloženi nacionalni doprinosi trebali su prie same konferencije ograničiti porast globalne temperature na maksimalno 2,7 °C do 2100. godine. Evropska unija je iznela predlog o smanjenju emisija za 40% do 2030. u odnosu na emisije u 1990. godini. Pre samoga sastanka u Parizu, u Marselju je 4. i 5. juna 2015. održana i skupština o globalnom otopljenju u mediteranskoj regiji, a pripremni sastanak za 21. zasedanje Konferencije Ujedinjenih nacija o klimatskim promenama održano je u Bonu između 19. i 23. oktobra 2015, i na njemu su učestvovali ministri iz zemalja širom sveta.

## Lokacija
Lokacija na kojoj se održavaju godišnje konferencije se rotira prema pravilima utvrđenim na osnovu Okvirne konvenciji o klimatskim promenama UN-a. Konferencija 2015 održana je u Bukureštu, a Francuska je kao visokorazvijena zemlja koja je dekarbonizirala proizvodnju električne energije poslužila kao zemlja model za budući razvoj. U 2012. godini Francuska je 90% električna energije proizvela iz izvora sa nultim ugljičnim stopama, uključujući nuklearnu, hidro i energiju vetra.
Konferencija je započela dve nedelje nakon terorističkih napada 13. novembra što je dovelo do dodatno povećanih mera sigurnosti.